# Olio minerale
Con il termine oli minerali si indicano dei fluidi che si trovano in natura, creatisi in milioni di anni. Dal punto di vista chimico, gli oli minerali sono delle miscele costituite per la maggior parte da alcani a catena lunga (contenenti circa 15-40 atomi di carbonio).

## Caratteristiche
Questi oli provengono dal petrolio ma, a differenza degli idrocarburi, solitamente non sono combustibili (se non dopo un riscaldamento e vaporizzazione, come in certi bruciatori) e quindi non vengono adoperati per l'alimentazione di macchine termiche. Quindi vengono estratti dall'uomo, raffinati ma non frazionati per raccoglierne gradualmente le componenti con un differente livello di volatilità.

## Usi
Tra i più importanti impieghi di questi oli minerali si deve menzionare quello di lubrificanti, per il cambio, il sistema valvole-punterie e i manovellismi in certi motori a combustione interna: quelli studiati per questo uso vengono classificati in base alla loro viscosità. Vengono impiegati nel raffreddamento (per il loro altissimo livello di ebollizione e la scarsissima espansione termica) di diversi tipi di macchinari, come motori e grosse macchine utensili, oppure per grosse apparecchiature elettriche, come trasformatori delle reti ad alta e media tensione e certi tipi di conduttori, come certi cavi, che essendo percorsi da altissime tensioni e correnti, producono talmente tanto calore che la sola aria circostante non sarebbe sufficiente per dissiparlo. Sempre nel campo dell'elettrotecnica questi oli sono utilissimi per la loro praticamente nulla conducibilità elettrica, infatti vengono usati come isolanti "liquidi" tra tralicci e cavi, ad esempio al posto degli isolanti in vetro o ceramica, per impedire che anche il traliccio stesso venga elettrificato dal cavo che supporta. Vengono inoltre adoperati dai collezionisti di pietre preziose per rendere queste ultime più lucide.
Negli ultimi anni si è assistito all'utilizzo di oli minerali per il raffreddamento di personal computer. I vantaggi legati all'utilizzo di questi sistemi sono diversi. La paraffina liquida consente un assorbimento di calore sei volte più veloce rispetto all'aria. Il sistema risulta più silenzioso per la mancanza di ventole di raffreddamento.  Il sistema risulta più affidabile in quanto la mancanza di ventole o sistemi di raffreddamento a liquido preclude la possibilità che questi si guastino improvvisamente portando ad un conseguente guasto delle componenti interne al PC non più raffreddate. L'utilizzo di case trasparenti in questi tipi di sistemi ha portato anche alla creazione di personal computer con un forte impatto estetico. Tra gli elementi a sfavore di questa pratica concorre il fatto che l'olio minerale degrada l'integrità delle plastiche con cui è a contatto.
Vengono inoltre usati per mantenere metalli alcalini, in quanto se fossero tenuti in un contenitore normale, i metalli alcalini reagirebbero con l’aria.